# Andreas van Saksen-Coburg en Gotha

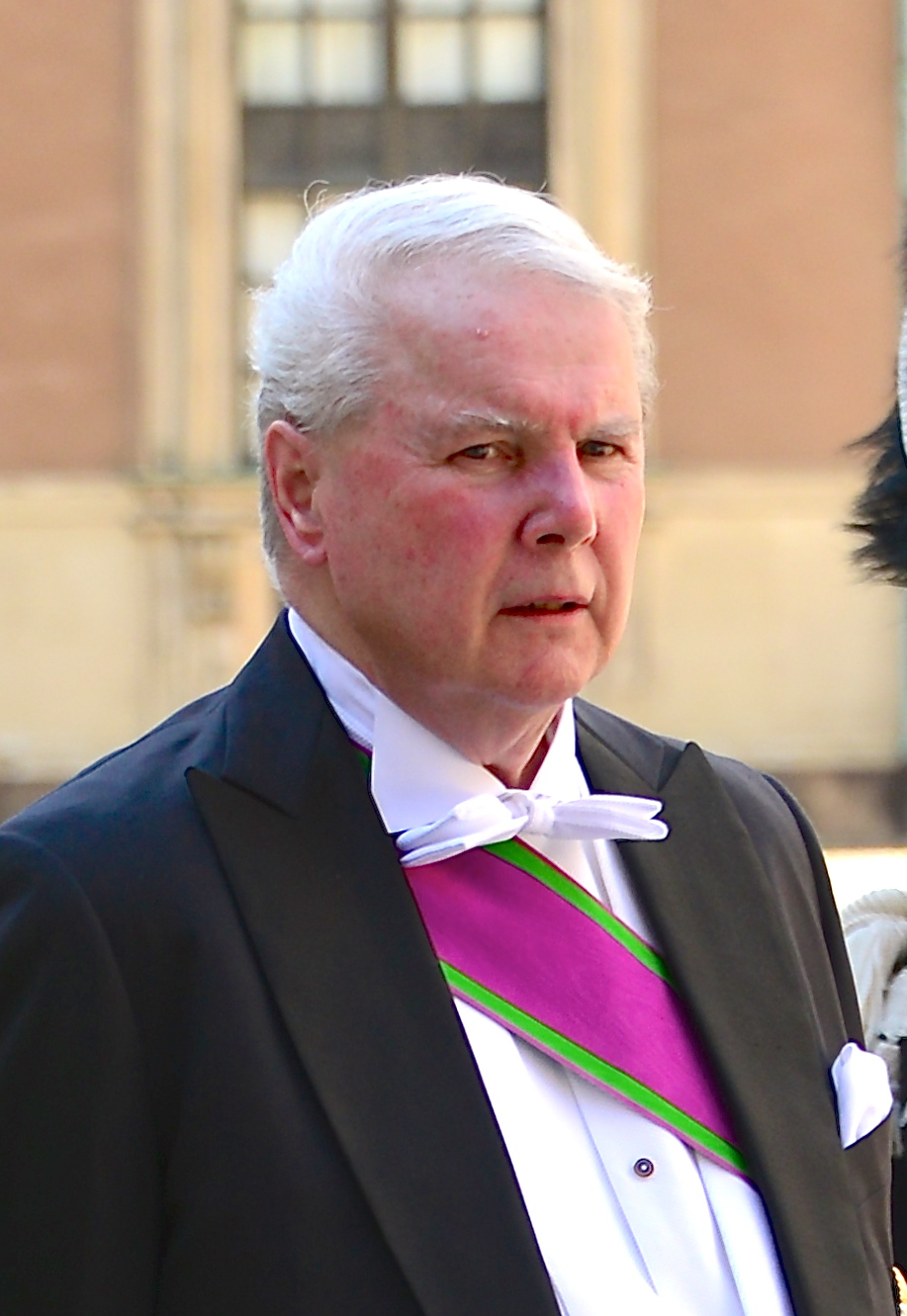
Andreas van Saksen-Coburg en Gotha

Andreas Michael Armin Siegfried Friedrich-Hans Hubertus Prinz von Sachsen-Coburg und Gotha (Kasel-Golzig, 21 maart 1943 – Coburg, 3 april 2025) was het hoofd van het voormalige adellijke huis Saksen-Coburg en Gotha en voerde in die hoedanigheid het predicaat Zijne Hoogheid. 
Andreas was de zoon van Frederik Jozias van Saksen-Coburg en Gotha en van Victoria gravin van Solms-Baruth. Hij was een kleinzoon van Karel Eduard, de laatste regerend hertog van Saksen-Coburg en Gotha. Hij was een afstammeling van de Britse koningin Victoria en bezat naast de Duitse, ook de Britse nationaliteit. Via zijn tante Sybilla, de moeder van de Zweedse koning Karel XVI Gustaaf, was hij verwant aan het Zweedse koningshuis. Hij was de peetoom van de Zweedse prinses Madeleine.
Van Saksen-Coburg en Gotha bracht zijn jeugd door in de Verenigde Staten, waar hij ook de Amerikaanse nationaliteit verkreeg. Hij verliet het land weer om de dienstplicht voor de oorlog in Vietnam te ontlopen. In Duitsland hield Andreas zich bezig met de bosbouw. Prins Andreas was actief in allerlei organisaties, met name op het terrein van cultuur en sport.
Van Saksen-Coburg en Gotha trouwde op 31 juli 1971 met Carin Dabelstein (1946). Dit was geen ebenbürtig huwelijk, maar gold desalniettemin niet als morganatisch omdat Andreas' vader toestemming voor het huwelijk gaf.
Het paar kreeg de volgende kinderen:
- Stefanie Sybilla (1972)
- Hubertus Michael (1975), hoofd van het voormalige adellijke huis sinds 2025
- Alexander Filip (1977)

Hij overleed op 3 april 2025 op 82-jarige leeftijd.